# Skalka (Podbeskydská pahorkatina)
Skalka (964 m n. m.) je nejvyšší vrchol masivu Ondřejníku i celé Podbeskydské pahorkatiny. Leží mezi Frýdlantem nad Ostravicí a Frenštátem pod Radhoštěm. Na vrcholu, ze kterého je velmi dobrý výhled na celé Moravskoslezské Beskydy, je postaven malý dřevěný stožár.

## Přírodní rezervace
Na jihozápadním svahu Skalky se nachází Přírodní rezervace Skalka. Lokalitu tvoří převážně jedlobukový les, který místy nabývá charakteru pralesa. Jádrové území je tvořeno bučinou, jejíž stromy jsou staré až 180 let. Dříve hojná jedle bělokorá téměř vymizela, a je proto uměle dosazována. V slabě vyvinutém bylinném patru se hojně vyskytuje kopytník evropský, šťavel kyselý, vraní oko čtyřlisté či brusnice borůvka. V lokalitě žije také významné množství plazů, zejména ještěrka živorodá, slepýš křehký, zmije obecná a užovka obojková. Rovněž zde hnízdí silně ohrožené druhy ptáků, například holub doupňák, jeřábek lesní, strakapoud bělohřbetý, sýc rousný či krahujec obecný.

## Přístup

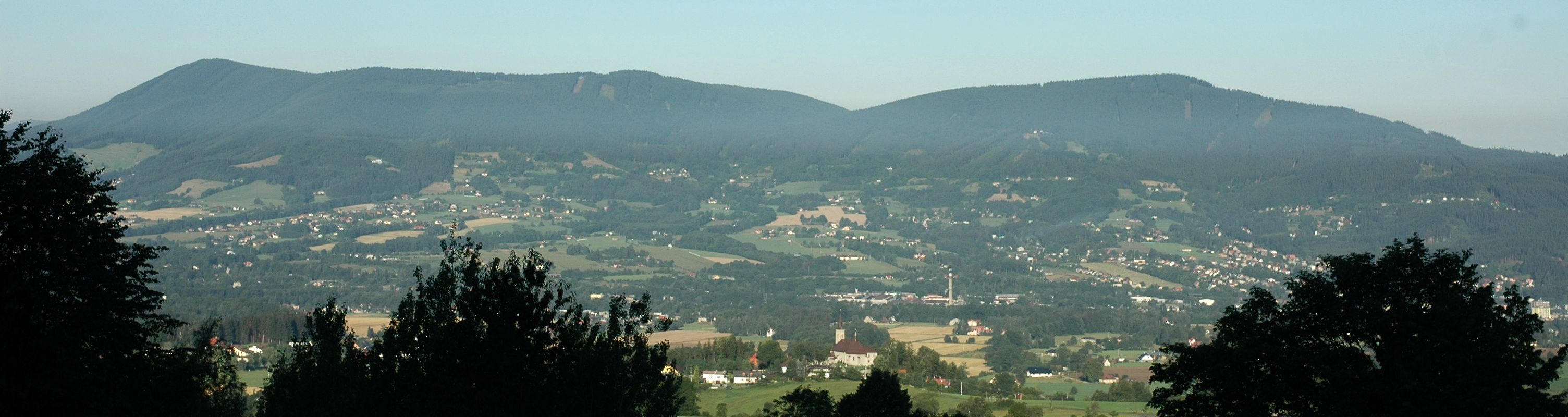
Masiv Ondřejníku, Skalka zcela vlevo

Nejbližším východištěm jsou Kunčice pod Ondřejníkem jižně od Skalky, odkud vede modrá  turistická značka (3,5 km od nádraží na vrchol). Vrcholu je však možno dosáhnout i od severu, od chaty na Ondřejníku (po výstupech z Frýdlantu nad Ostravicí, Čeladné, Lhotky nebo Metylovic). Celý přechod hřebene s návštěvou chaty i vrcholu z Kunčic pod Ondřejníkem do Frýdlantu nad Ostravicí představuje asi 10 km.